# Nutzungspfand
Das Nutzungspfand ist ein Faustpfand, bei dem der Pfandgläubiger das Pfand nicht nur zur Sicherung einer Forderung besitzt, sondern auch berechtigt ist, die Nutzungen des Pfandes zu ziehen.
Geregelt ist das Nutzungspfand in §§ 1213 f. BGB. Im modernen Sprachgebrauch weniger üblich für Nutzungspfandrecht ist die lateinisch-griechische Entsprechung Antichrese.